# Joe Williams (dzsesszénekes)
Joe Williams (Cordele, 1918. december 12. – Las Vegas, 1999. március 29.) amerikai dzsesszénekes. Elsősorban Count Basie együttesével való fellépései tették ismertté.

## Pályafutása
Georgia államban született, gyermekkorában került Chicagóba, ahol az édesanyja és nagymamája nevelte. Fiatalkorában a Jubilee Boys tagjaként énekelt. Az 1930-as évek végén kidobóemberként, de énekesként is dolgozott különböző klubokban. 1943-ban Lionel Hampton alkalmazta, akinek a zenekarával évekig turnézott.
A valódi áttörést Count Basie Orchestra énekeseként érte el, ahol kezdetben a legendás zenekari énekesek, Jimmy Rushing és Maxine Sullivan helyetteseként lépett fel, ahol kiabáló stílusát hatékonyan használták bluesban.
Különösen sikeres volt tőle az 1956-os Verve című album: a Count Basie Swings, Joe Williams Sings. Az 1957-es Newport Jazz Fesztiválon Count Basie együttesével lépett fel, ahol Lester Young is vendég volt.

## Lemezválogatás
- 1956 Count Basie Swings, Joe Williams Sings
- 1957 One o'Clock Jump
- 1958 A Man Ain't Supposed to Cry
- 1963 Jump for Joy
- 1964 Me and the Blues
- 1966 Presenting Joe Williams and the Thad Jones/Mel Lewis Orchestra
- 1973 Joe Williams Live
- 1984 Nothin' but the Blues
- 1985 I Just Want to Sing és Thad Jones, Eddie Lockjaw Davis, Benny Golson, Norman Simmons, John Heard
- 1993 Live at Orchestra Hall, Detroit
- 1993 Every Day: The Best of the Verve Years
- 1997 The Best of Joe Williams: The Roulette, Solid State & Blue Note Years
- 1998 One for My Baby
- 1999 Ultimate Joe Williams
- 2001 The Heart and Soul of Joe Williams and George Shearing
- 2002 The Definitive Joe Williams
- 2004 In Good Company (és Shirley Horn)
- 2006 Music For Lovers

## Díjak
- 1984: Grammy-díj a legjobb dzsesszénekesnek (Nothin 'but the Blues című LP). Továbbá hét összesen Grammy-jelölése is volt.
- 1992: Grammy Hall of Fame